# Carl Bendix

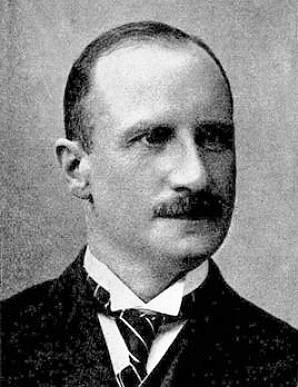
Carl Ludvig Bendix.

Carl Ludvig Bendix, född 9 februari 1861 i Stockholm, död där 19 augusti 1916, var en svensk hovintendent och utställningsorganisatör.

## Biografi
Bendix var son till grosshandlaren Emanuel Bendix. Han blev elev vid Katarina elementarläroverk 1871, vid Stockholms gymnasium 1874, avlade mogenhetsexamen 1878 och blev samma år lantbrukselev vid Gäversnäs i Södermanland, samt vid Almnäs på Södertörn 1879. Bendix var elev vid Ultuna lantbruksinstitut 1879-81 och vid Lantbruksakademiens experimentalfält, kemiska laboratorium och frökontrollanastalt 1882.
Han blev sekreterare vid internationella utställningen i Amsterdams svenska avdelning 1883 och svensk kommissarie vid lantbruksutställningen i Budapest 1885, var notarie i styrelsen för sextonde svenska lantbruksmötet i Stockholm 1886 och blev samma år amanuens i civildepartementet. År 1887 blev Bendix notarie hos Lantbruksakademien.
Från att främst ha sysslat med lantbruksutställningar fick han efterhand bredare uppdrag. Bendix blev 1888 sekreterare vid svenska avdelningen av nordiska utställningen i Köpenhamn, vid svenska avdelningen av lantbruks- och skogsutställningen i Wien och vid sjuttonde allmänna svenska lantbruksmötet i Göteborg 1891. Han var även sekreterare vid hushållningssällskapens ombudsmöten, de så kallade lantbruksriksdagarna 1892-1915 samt vid hästutställningarna i Stockholm 1894-1912. Han var byråchef vid Allmänna konst- och industriutställningen i Stockholm och sekreterare hos utställningens förvaltningsutskott 1895-98. År 1898 blev Bendix hovintendent. 
Han var kommissarie vid Industri- och slöjdutställningen i Gävle och var sekreterare vid det samtidigt där hållna nittonde allmänna svenska lantbruksmötet. Vidare var han kommissarie vid Helsingborgsutställningen 1903, sekreterare vid 21:a allmänna svenska lantbrukmötena i Norrköping 1906 och i Örebro 1911. 1907 blev han notarie och kamrerare vid styrelsen för centralanstalten för försöksväsendet på jordbruksområdet, var kommissarie vid Konstindustriutställningen 1909, blev förste hovintentent 1913 samt var generalkommissarie för Baltiska utställningen 1914. 1915 blev han föreståndare för livsmedelsnämndens varuförmedlingsbyrå.

## Utmärkelser

### Svenska utmärkelser
- Kommendör av första klassen av Vasaorden, 15 maj 1914.[1]
- Kommendör av andra klassen av Vasaorden, 1909.
- Riddare av första klassen av Vasaorden, 1890.
- Riddare av Nordstjärneorden, 1901.[2]
- Illis Quorum, 1906.
- Kanslist vid Kungl. Maj:ts orden, 1891.

### Utländska utmärkelser
- Kommendör av första graden av Danska Dannebrogorden, senast 1915.[3]
- Riddare av andra klassen med kraschan av Preussiska Kronorden, senast 1915.[3]
- Kommendör av andra klassen av Anhaltska Albrekt Björnens husorden, senast 1915.[3]
- Riddare av andra klassen av Ryska Sankt Annas orden, senast 1915.[3]
- Riddare av första klassen av Norska Sankt Olavs orden, senast 1915.[3]
- Riddare av Österrikiska Frans Josefsorden, senast 1915.[3]